# 西平陵
西平陵，是中国五胡十六国南凉康王禿髮利鹿孤的陵墓。
402年三月，河西王禿髮利鹿孤在西平（今青海省西宁市）去世，传位给弟弟禿髮傉檀，禿髮傉檀即位，迁都乐都，称凉王，追尊利鹿孤为康王，陵墓号为西平陵。史书记载，秃发利鹿孤死后葬在西宁东南的山脚下，西平陵位于大圆山东侧山脚下的康王墓，一说在东滩台地之上的小圆山，位置在东川砖瓦厂2号轮窑南。